# Slide Hampton
Slide Hampton (21. dubna 1932 Jeannette, Pensylvánie, USA – 18. listopadu 2021) byl americký jazzový pozounista a hudební skladatel. Pocházel z hudební rodiny a nejprve začínal hraním v rodinné kapele. V roce 1952 vystupoval s Lionelem Hamptonem, v letech 1955 až 1956 doprovázel Buddyho Johnsona a v letech 1957 až 1959 hrál s Maynardem Fergusonem. Vydal řadu alb pod svým jménem a hrál s mnoha dalšími hudebníky, mezi něž patří Art Blakey, Freddie Hubbard, George Coleman, Max Roach nebo Thad Jones. V roce 2005 získal ocenění NEA Jazz Masters.